# Complexo Solar Pirapora
O Complexo Solar Pirapora é um parque solar, localizado no município de Pirapora, em Minas Gerais. Com capacidade total de 400 MWp, já foi a maior usina solar da América Latina.

## Capacidade energética

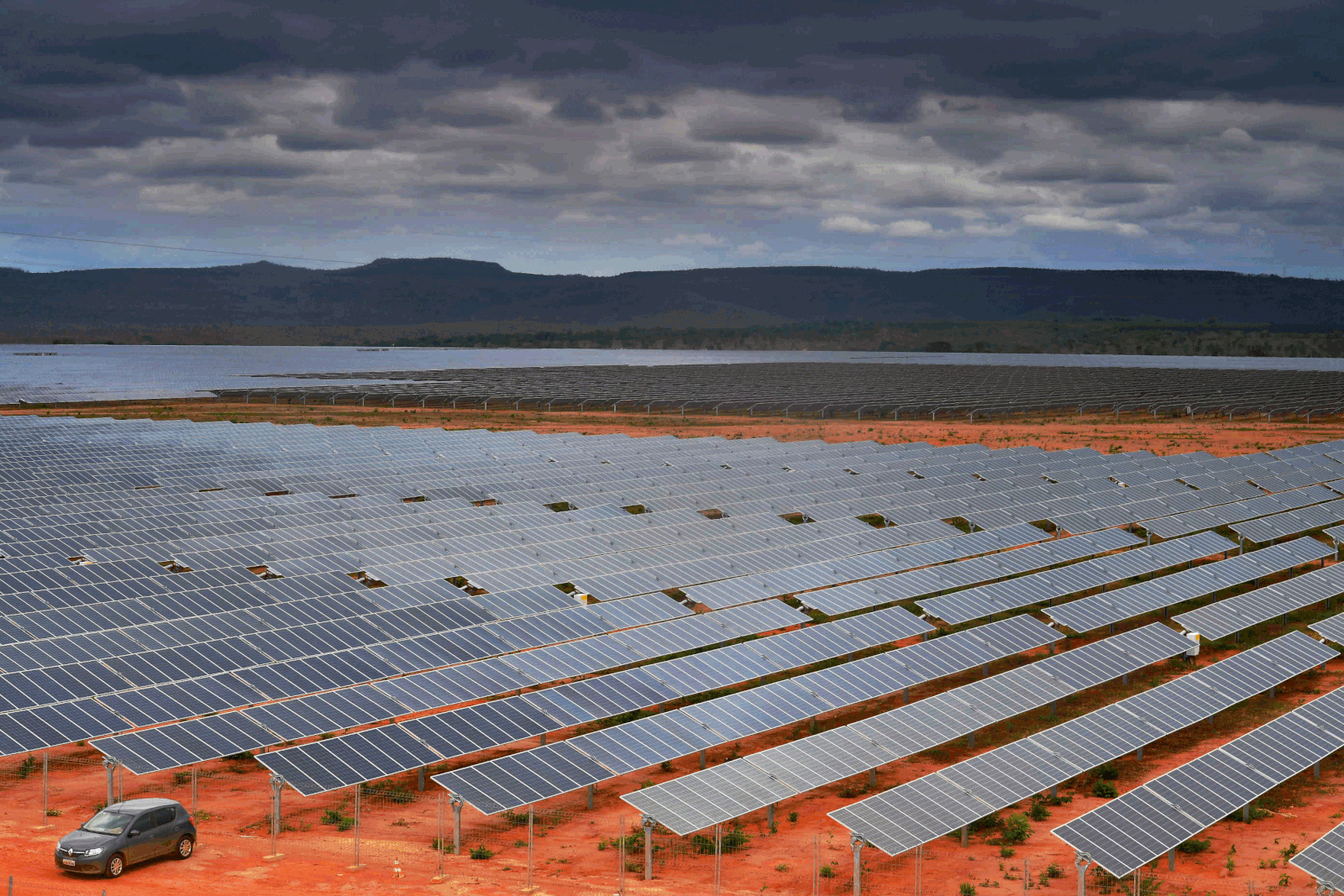
Usina ao lado do Rio São Francisco.

Localizada em uma área equivalente a 1500 campos de futebol, o Complexo Solar é composto de 11 usinas. Inicialmente instalada com capacidade total de 321 MWp, aproveita a alta incidência de radiação solar na região, às margens do Rio São Francisco.
A implementação do projeto pela francesa EDF Energies Nouvelles (EDF EN), com investimento total estimado em mais de 2 bilhões de reais, teve início em setembro de 2017.
Em 2024, foi anunciado um projeto de expansão que elevaria a capacidade total para 421 MW. O projeto foi capitaneado pela EDF Renewables e pela Canadian Solar, com custo de 1 bilhão de reais.

## Propriedade
A EDF EN detinha 80% do parque fotovoltaico de Pirapora, com 20% restantes pertencentes à Canadian Solar, um dos líderes do setor e responsável pela fabricação dos cerca de 1,2 milhão de painéis fotovoltaicos do complexo, fabricados no estado de São Paulo. A fabricação nacional foi a condição primordial para que Pirapora se tornasse também a primeira usina desse tipo a poder se beneficiar de um empréstimo do BNDES.
Em agosto de 2018, a Omega Geração S.A. anunciou a entrada no setor de energia solar, com a aquisição de uma fatia de 50% do complexo fotovoltaico Pirapora. O compra envolveu um valor de 1,1 bilhão de reais, com cerca de 40% da transação pago pela empresa e o restante envolvendo a assunção de dívidas de longo prazo da usina. O negócio pela usina de Pirapora foi fechado junto à francesa EDF Renewables, de quem a Omega comprou uma fatia de 30 por cento, e à Canadian Solar, que vendeu uma parcela de 20 por cento.